# Xanthoparmelia pantherina
Xanthoparmelia pantherina är en lavart som först beskrevs av Kurok., och fick sitt nu gällande namn av Elix & J. Johnst. Xanthoparmelia pantherina ingår i släktet Xanthoparmelia och familjen Parmeliaceae.   Inga underarter finns listade i Catalogue of Life.